# Col du Hantz
Pour les articles homonymes, voir Hantz.
Le col du Hantz est un col du massif vosgien, à 640 mètres, ouvrant un passage dans la crête des Vosges entre la Noire-Côte (905 m), encore dénommée le Palais, au nord et le Houdimont (824 m) au sud. Il est emprunté par la RD 424 qui relie Belval, commune du département des Vosges, à Saint-Blaise-la-Roche dans le Bas-Rhin, en passant par Saulxures. Une petite route, la RD 304, part du col pour rejoindre Saales, avec un point culminant de 782 mètres.
Le col est un passage ancien entre le haut val de Senones et la vallée de la Bruche. Avec le col du Donon et le col de la Chapelotte, il figure parmi les passages routiers ou de roulage les plus fréquentées au sein de l'ancien comté de Salm. Situé en ligne de crête, il est devenu un point de la frontière franco-allemande, créée ex nihilo par le traité de Francfort en mai 1871 avant d'être piquetée dans les mois qui ont suivi sous l'autorité du capitaine Aimé Laussedat, quelques années avant la pose de bornes frontières. Il est resté par le statu quo départemental à la limite entre le département des Vosges et le département du Bas-Rhin, et reste aujourd'hui entre leurs régions historiques respectives, la Lorraine et l'Alsace, faisant toutefois partie depuis 2016 de la même région administrative du Grand Est.

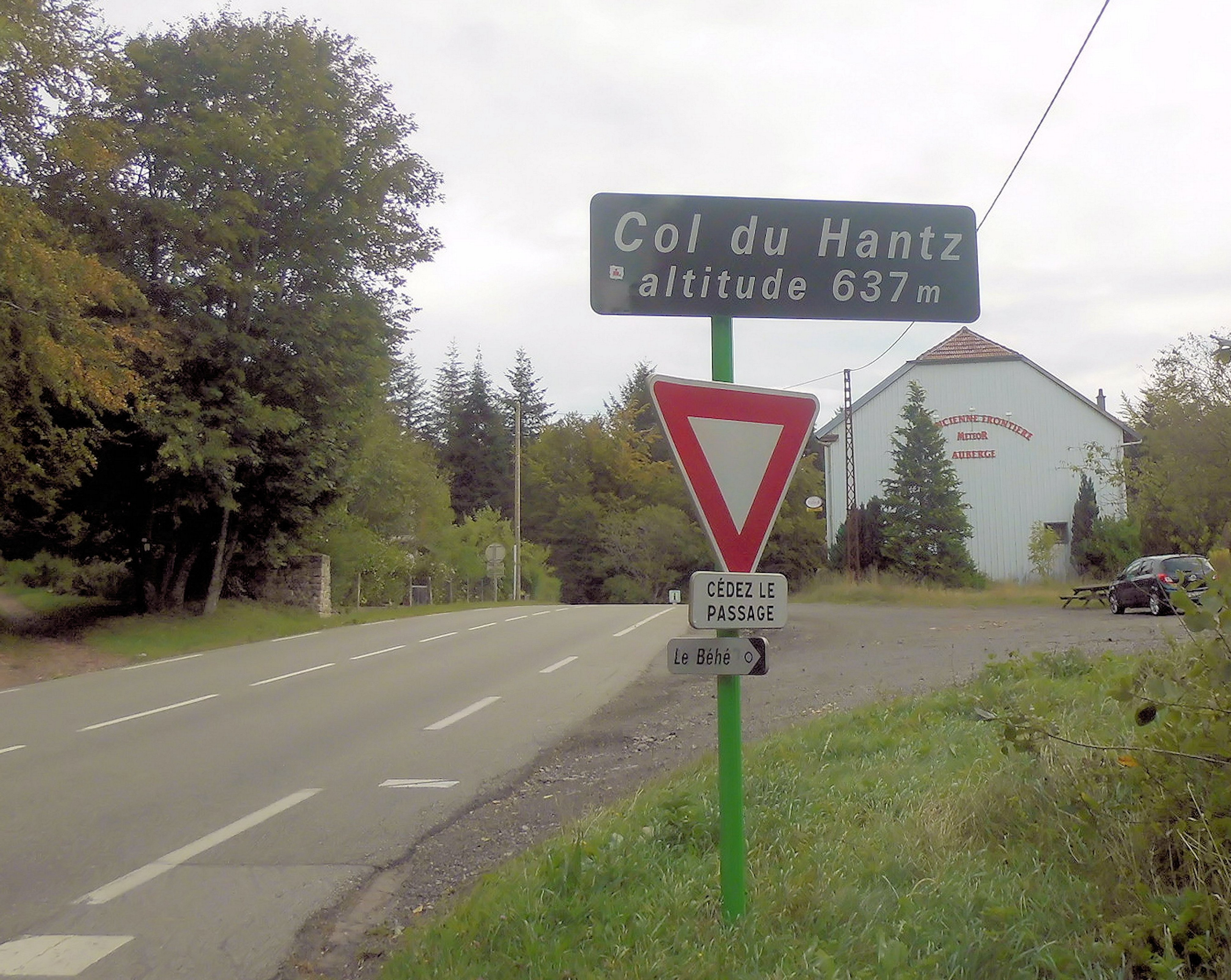
Vue du col avec le panneau côté vosgien indiquant une altitude différente.

## Toponymie
Avant la fixation orthographique Hantz, on trouve les orthographes Hanz, ou Han. Cette dernière rend peu probable que le nom dérive du prénom Hans, diminutif de Johannes, forme germanique de Jean.
Le Palais désigne précisément le versant et le sommet faisant face au Houdimont. La Noire-Côte représente aujourd'hui l'ensemble de la barre ou petit massif, ainsi que son versant sur Champenay.
Le Houdimont, sur les cartes du partage de Salm en 1752, se nomme Haut du Mont. Sa forme caractéristique en forme de borne géante en fait un repère routier. Il s'agit dans le langage paysan médiéval d'un géant, interprété graphiquement en Jéhan, puis Jean ou Han en ancien français ou encore Hans, Hanz, Hantz en vieux-allemand.

## Histoire
Marie-Thérèse Fischer, historienne du ban de Plaine, a souvent dénoncé diverses interprétations erronées de diverticules antiques, ou passages connus des Romains, qui l'emprunteraient pour transporter le sel du Saulnois, pays du sel, vers l'Italie du Nord par un tortueux « chemin des Saulniers », passant par Moyenmoutier, le col du Hantz, Saulxures, Saales pour gagner le val de Villé.
La « via Salinaria », ou « strata Salinatorum » en latin tardif, bien réelle, passe effectivement bien plus au sud par Saales et La Salcée, quasiment en ligne directe, du hameau actuel de Saint-Blaise à Moyenmoutier vers le Grand Himbaumont, gagnant les hauteurs de La Grande-Fosse et, après Saales, le col de Steige ouvrant vers le val de Villé. Au contraire des Gaulois de La Tène, les autorités militaires romaines monopolisaient le sel de salines des rivages marins. L'exploitation médiévale, principalement sous l'autorité épiscopale messine, a remis en circulation le sel du Saulnois vers l'Alsace et le Rhin, par ce chemin des Saulniers. Des savants historiens du XVIIe siècle, surtout après le rattachement de l'Alsace à la France en 1648, ont retrouvé son antiquité, mettant au jour d'énormes substructures sur le tracé de la voie antique : quelques historiens en mal d'appellations spécifiques l'ont d'ailleurs nommée « voie des Sarmates », par une transcription erronée de manuscrits latins médiévaux, salinatorum étant transcrit sarmatorum. Il semble que la récente départementale D 424, de Saint-Blaise (Moyenmoutier) à Saint-Blaise-la-Roche, passant à proximité de Saulxures, un toponyme supposé relatif au commerce du sel, ait largement influencé ce récit improbable, sans preuves archéologiques ni même historiques, selon Mme Fischer.
Le col du Hantz entre la Noire Côte et le Haut du Mont n'était nullement associé au XVIIIe siècle à l'itinéraire de la route départementale actuelle. Il n'était traversé que par la prestigieuse route des Princes, joignant la vallée de la Bruche à Senones, ville du comté, villégiature des princes de Salm, puis capitale de la principauté de Salm-Salm après le partage de 1751. Cette route venait de La Broque, ville d'entrée contrôlée, du comté et principauté de Salm, et passait près de la grange du Pont des Bas, en limite du ban de Salm et de Plaine, avant de se diriger droit vers le col en passant légèrement au nord de Plaine. Entre 1828 et 1840, le cabaretier du Pont des Bas, Jean-Pierre Schweitzer s'occupait d'un relais de roulage, dont les écuries auraient abrité, selon les anciens habitants de Plaine, en bonne saison, quatre-vingt chevaux de trait.
Encore entretenue en 1832, la « route des Princes » se dégrade vite après les années 1840 faute de moyens, au grand dam du gros village de Plaine, et des tronçons délicats sont totalement impraticables en voiture après 1865. En 1836, les communes du canton de Senones émettent pourtant le vœu d'un classement en route départementale. En vain : le corps des ponts et chaussées a d'autres priorités et envisage une route de Belval à Saint-Blaise-la-Roche qui est efficacement tracée en 1840. Cette dernière route peut être considérée, même avant plusieurs réaménagements et rectifications conséquentes, comme l'ancêtre de la voie départementale actuelle.

### Belle Époque

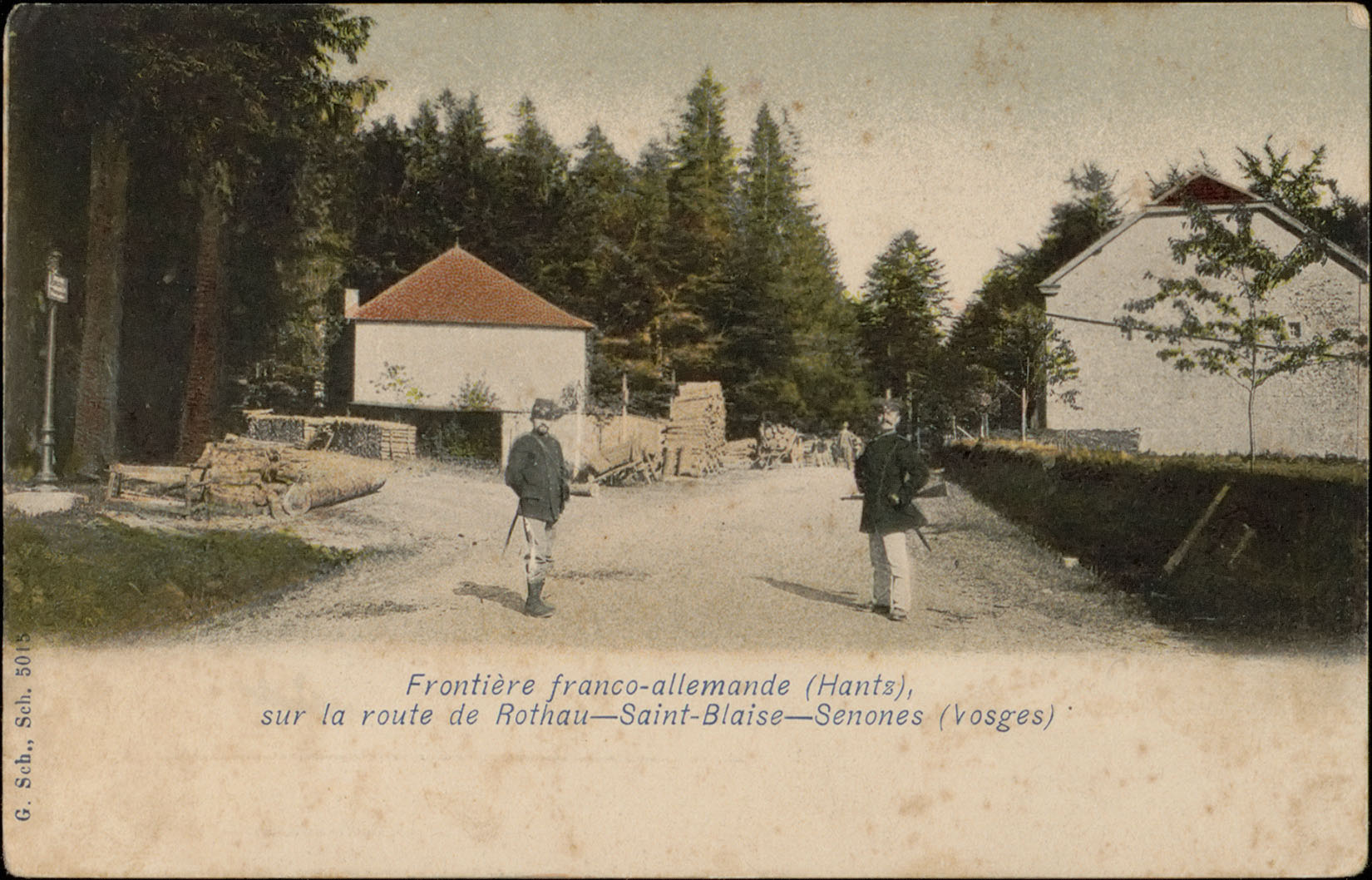
Ancienne frontière franco-allemande.

Entre 1871 et 1918, conséquence de la lourde défaite française durant la guerre franco-allemande de 1870, le col du Hantz se situe dorénavant à la frontière de l'Allemagne impériale, ayant annexé l'Alsace-Lorraine. Un poste de douane ou Zollamt, souvent nommé Zollamt Saulxures, est installé en 1873 sur ce col de frontière inter-étatique. La belle demeure des douaniers a été ensuite transformée en maison de repos. Au col, l'ancienne auberge « À l'ancienne frontière » témoignait de ce temps.
Du col à Saint-Blaise-la-Roche, du côté alsacien crée après 1874 par l'attribution de ce versant à l'évêché de Strasbourg, la route était longée par un petit chemin de fer forestier aujourd’hui démonté.
Les relations du val de Bruche, notamment Plaine et Saulxures avec l'autre côté, le val de Senones, à commencer par La Petite-Raon, n'ont jamais cessé. En témoigne cette vieille chanson traditionnelle Le Petit Georges chantée et dont la rengaine est jouée sur un air de polka lors des fêtes villageoises de l'ancien ban de Plaine. L'orchestre joue la partie instrumentale, puis fait brusquement silence, laissant la place à un chanteur soliste qui entonne un couplet plus ou moins long, à base de questions suivies de réponses : « Où est le P'tit Georges ? / Il n'est pas à la maison / Il est voir maîtresse / À la P'tite Raon-on-on… »
L'assemblée festive doit reprendre en cœur avec lui, et si la participation est vigoureuse, l'orchestre jusque-là atone relance le son, la musique repartant de plus belle pour la grande joie des fêtards.

### Première Guerre mondiale
Durant les combats du 14 au 19 août 1914, la 26e brigade, 13e division d'infanterie, 21e corps d'armée, 1re armée reprend le col aux Allemands, mais seulement pour l'abandonner après le 24 août et la contre-offensive allemande partant des forts de Mutzig. 
L'Alsace-Moselle, et dès lors le versant oriental du col du Hantz, est de facto rattachée à la France dès l'Armistice du 11 novembre 1918 ; puis de jure aux termes du traité de Versailles.

### Seconde Guerre mondiale

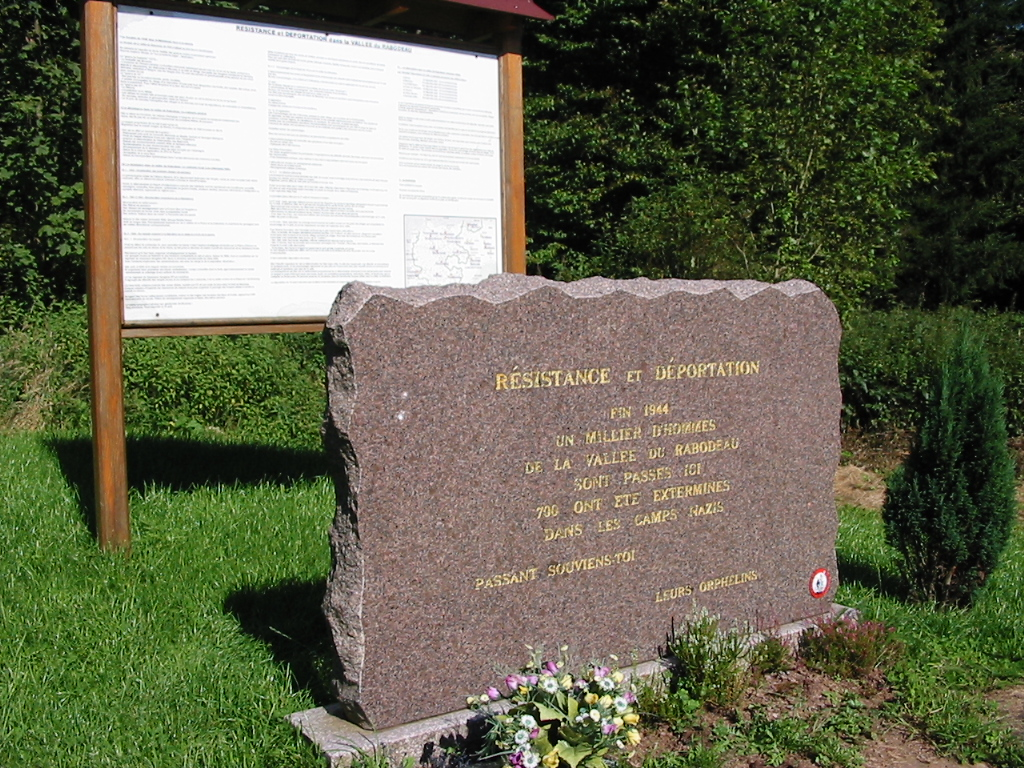
La stèle.

Durant la Seconde Guerre mondiale, après mai-juin 1940 et l'annexion brutale de l'Alsace-Moselle par le IIIe  sans même en avertir l'État vichyste signataire de l'Armistice, le col du Hantz fait à nouveau office de frontière, il est vrai très mal surveillée, entre la France occupée et l’Allemagne. La répression nazie est particulièrement brutale vis-à-vis des minorités alsaciennes ou mosellanes, alors que la législation française s'évanouit avec la rapide expulsion des fonctionnaires français. Beaucoup d’Alsaciens, craignant les camps de redressement, choisissent l’exil, à leurs risques et périls. Ce peuvent être des familles francophiles redoutant la germanisation totalitaire, des anciens militaires ou des prisonniers évadés, des familles juives qui échappent aux camps d'internement obligatoires puis à l'Holocauste programmé, plus tard des résistants, des réfractaires à diverses réquisitions de travail ou à l’enrôlement de force, des « malgré-nous » dans la Wehrmarcht en 1943. Des civils hagards, avec leurs plus beaux habits, souvent les plus chauds, avec leurs belles chaussures de ville, descendent souvent du train, portant leurs valises, et se dirigent ou sont menés, discrètement, souvent à la tombée du jour, vers le département des Vosges, via des points de passage comme le col du Donon ou celui du Hantz.
Paradoxalement, les réseaux de passage associés à la Résistance d'obédience mixte franco-alsacienne se structurent après 1942 pour évacuer prisonniers de guerre évadés et aviateurs anglo-saxons. Il existe aujourd’hui une randonnée dénommée « sentier des passeurs » qui part de la gare de Saint-Blaise-la-Roche vers Moussey avec un Monument des Passeurs — stèle de grès rose commémorant l’engagement et le courage d’habitants de la vallée de la Bruche devenus passeurs volontaires —, et des installations artistiques « land art » renouvelés à chaque biennale des Passeurs.
À partir de septembre et octobre 1944, l'occupant allemand, menant une politique de la terre brûlée dans la montagne vosgienne pour entraver la progression alliée et accessoirement pour liquider, avec l'appui des dernières forces françaises vichystes repliées, une résistance locale émergente au cours de l'été 1944, incendie et rase moultes habitations à la moindre suspicion, déporte un millier de sinistrés vosgiens, parmi des prisonniers civils non exécutés, vers les camps de concentration via le col du Hantz, dont un tiers issu du canton de Senones. Une stèle a été érigée au col en mémoire du millier de déportés issus de la haute vallée du Rabodeau.
Une plaque rendant hommage aux 39 parachutistes britanniques exécutés lors de l’opération Loyton est apposée sur la stèle depuis 2010.
Une commémoration annuelle a lieu le jour de la Toussaint (1er novembre).

## Activités
Le 7e étape du Tour de France 2005 a franchi le col d'ouest en est, le coureur allemand Fabian Wegmann passant en tête au sommet.
Le sentier de grande randonnée GR 532, ralliant Wœrth à Belfort, passe par le col.
L'auberge « À l’Ancienne Frontière », incendiée en 2021 après des années d'inoccupation, est aujourd'hui à l'état de ruines.